# Antonio Domingo Bussi
Antonio Domingo Bussi (Victoria, 17 gennaio 1926 – San Miguel de Tucumán, 24 gennaio 2011) è stato un militare e politico argentino.
Comandante dell'Operazione Indipendenza nel 1975 contro l'ERP, è stato poi governatore de facto di Tucumán sotto la dittatura militare ed è stato uno dei protagonisti della guerra sporca.
Dopo la restaurazione della democrazia fu accusato e riconosciuto colpevole di sequestro di persona e omicidio, salvo poi amnistiato in base alla legge del punto finale promulgata dal governo di Raúl Alfonsín. Bussi ha così intrapreso la carriera politica come membro del partito Defensa Provincial - Bandera Blanca, con il quale è stato eletto governatore di Tucumán nel 1995. Verso la fine del suo mandato, fu eletto deputato nazionale, ma la Camera si è opposta alla sua presenza. Poco dopo, dopo che le leggi di amnistia furono dichiarate incostituzionali dalla Corte Suprema, Bussi è stato incriminato in un centinaio di casi per crimini contro l'umanità commessi durante la dittatura. Condannato all'ergastolo, gli furono concessi gli arresti domiciliari a causa dell'età avanzata.

## Biografia
Figlio di immigrati italiani, Bussi entrò nel Colegio Militar de la Nación all'età di 17 anni, diplomandosi quattro anni dopo come sottotenente di fanteria. Si è arruolato nel 28º reggimento a Goya, poi nella scuola di fanteria di Monte Caseros. Nominato tenente nel 1951, divenne istruttore presso la Scuola Generale di San Martín. Divenuto capitano nel 1954, Bussi entrò nella Escuela Superior de Guerra, dove rimase per tre anni.
Dopo il colpo di Stato nazional-cattolico noto come Rivoluzione Liberatrice, fu distaccato al reggimento Montaña de Campo de los Andes, nella provincia di Mendoza. Nel frattempo si sposò con Josefina Beatriz Bigoglio, dalla quale ebbe quattro figli. Nominato capo della logistica militare presso lo Stato Maggiore, si è poi formato presso il Command and General Staff College a Fort Leavenworth, in Kansas. Nominato tenente colonnello, divenne capo di Stato Maggiore nel 1964. In seguito al colpo di Stato del 1966, la cosiddetta Rivoluzione Argentina, fu nominato capo del 19º Reggimento Tucumán.
Nel 1969 fece parte della missione di osservatori militari in Vietnam, dove studiò le tattiche di controguerriglia del Pentagono. Al suo ritorno, divenne Segretario di Stato Maggiore e poi Direttore finanziario.
Dopo le elezioni del 1973, vinte dai peronisti, Bussi fu nominato generale di brigata nel 1975, sotto il governo di Isabel Perón. Inizialmente fu messo a capo della X Brigata di Fanteria a Buenos Aires, prima di sostituire il generale Acdel Vilas nella provincia di Tucumán. Qui, nel dicembre 1975, Bussi fu messo a capo dell'Operazione Indipendenza contro i guerriglieri marxisti dell'ERP, in seguito alla firma dei cosiddetti decreti di "annientamento della sovversione". Poco dopo, il ministro Ítalo Luder, capo del governo in carica, estese l'Operazione Indipendenza a tutto il territorio argentino, che fu posto in stato di emergenza.
Bussi ha spostato il centro di detenzione segreto che il suo predecessore aveva installato a Famaillá, una località più remota e rurale e ha ordinato l'uso della tortura. Il trasferimento è stato fatto per eludere le ispezioni delle agenzie internazionali per i diritti umani, nascondendo o trasferendo i prigionieri prima delle loro visite. Il colpo di Stato militare del 24 marzo 1976 portò alla nomina di Bussi a governatore di Tucumán e al peggioramento di una situazione dei diritti umani e legali già estrema.
Tra il 1975 e il 1976 in totale furono uccisi 293 fra militari e poliziotti in scontri con i guerriglieri marxisti. In seguito all'alleanza tra l'ERP e i Montoneros siglata a Tucumán, Bussi ottenne un importante successo il 13 febbraio 1976, quando le sue forze paracadutate, tesero un'imboscata e sconfissero l'élite della compagnia della giungla dei Montoneros, composta da 65 elementi, inviata per riaccendere l'insurrezione a Tucumán. Nonostante la sconfitta, l'ERP rafforzò il fronte della guerriglia con la compagnia "Decididos de Córdoba" e nel 1976 si verificarono 24 scontri armati che causarono la morte di 74 guerriglieri e 18 tra soldati e poliziotti nella provincia di Tucumán. [La 4ª Brigata di fanteria aviotrasportata dell'Esercito argentino e la polizia locale ottennero altri successi a metà aprile nella città di Córdoba, quando in una serie di incursioni catturarono e poi uccisero circa 300 militanti incaricati di sostenere le operazioni dell'ERP.
La polizia e l'esercito, sotto il diretto comando di Bussi, attaccarono l'Università Nazionale di Tucumán, l'Assemblea Provinciale, le sedi dell'Unione Civica Radicale, del Partito Comunista, del Partito Socialista e del Collegio degli Avvocati. Diversi avvocati furono assassinati e molti altri furono intimiditi per impedire loro di organizzare la difesa dei prigionieri politici. Medici, sindacati e politici furono sottoposti a sparizioni forzate, detenzioni arbitrarie e torture.
Sotto la sua amministrazione, il 24 luglio 1977, 25 senzatetto furono esiliati da Tucumán alle montagne della provincia di Catamarca nel bel mezzo di una tempesta invernale, senza pane né acqua.
Il cadavere congelato del leader dell'ERP Mario Roberto Santucho, assassinato a Buenos Aires, fu fatto esporre da Bussi all'inaugurazione del "museo della sovversione" nella base di Campo de Mayo, utilizzata anche come centro di detenzione e di cui Bussi divenne vicecomandante in capo nel 1977, dopo aver lasciato il suo incarico di governatore di Tucumán.
Bussi si ritirò nel 1981 come generale.
Dopo il ritorno della democrazia e l'elezione alla presidenza di Raúl Alfonsín nel 1983, Bussi è stato accusato, insieme a decine di altri militari, di violazioni dei diritti umani, ma è stato amnistiato in base alla legge del punto finale promulgata nel dicembre 1986. Bussi è stato poi accusato in più di 800 casi distinti di privazione arbitraria della libertà, tortura, omicidio e falsificazione di documenti.
Amnistiato, si candidò come capolista a Tucumán per il partito conservatore Defensa Provincia-Bandera Blanca, guidato da Ävila Gallo, e fu eletto deputato con quasi il 18% dei voti. Nel 1995 è stato eletto governatore della provincia, ma l'anno successivo è uscito da Defensa Provincial per fondare il partito Fuerza Republicana. È stato spesso accusato dalla stampa e dal mondo politico di non aver dichiarato 100.000 dollari detenuti in Svizzera, cosa che non ha confermato né smentito.
Nel 1999 Bussi è stato eletto nuovamente deputato nazionale, ma la Camera dei Deputati gli ha impedito di prendere posto a causa della sua "partecipazione attiva a crimini contro l'umanità" e del suo arricchimento illecito.
Nel 2003, Bussi è stato eletto con un margine di 17 voti come sindaco di San Miguel de Tucumán, ma non è potuto entrare in carica. Tre mesi dopo le elezioni infatti, il 15 ottobre 2003, è stato arrestato e incriminato dal giudice Jorge Parache, insieme a Luciano Benjamín Menéndez, per la sparizione forzata del 24 marzo 1976 del senatore peronista Guillermo Vargas Aignasse. Bussi è accusato anche di oltre 600 altri casi, tra cui uno riguardante la sua gestione di 5 milioni di dollari mentre era governatore. Bussi è stato costretto a dimettersi dopo aver cercato senza successo di annullare l'accusa in base alla Convenzione americana dei diritti dell'uomo. È stato detenuto presso la Scuola Militare Gregorio Aráoz de La Madrid fino al dicembre 2003, quando è stato posto agli arresti domiciliari a causa della sua età. L'anno successivo la Corte d'appello federale di Tucumán ha stabilito che i reati commessi mentre era governatore costituivano crimini contro l'umanità, di conseguenza Bussi è stato incriminato per tali reati.
Nel luglio 2007, la Corte Suprema ha infine stabilito che la Camera dei Deputati aveva oltrepassato i suoi legittimi poteri impedendo a Bussi di insediarsi; ha tuttavia ritenuto che, essendo stato condannato, non potesse insediarsi.
È stato citato a comparire il 28 novembre 2007, insieme all'ex comandante della giunta Jorge Rafael Videla, dai magistrati Sergio Torres, Jorge Urso e Guillermo Montenegro. Oltre ai crimini contro l'umanità, alla privazione arbitraria della libertà e alla sparizione forzata di 72 persone, Bussi è accusato nel processo ESMA. Il 28 agosto 2008 è stato condannato all'ergastolo, insieme a Menéndez, per la sparizione forzata del senatore Vargas Aignasse, ma gli è stato concesso di scontare la pena ai domiciliari. I due militari sono stati condannati come co-imputati di crimini contro l'umanità, violazione di domicilio, privazione arbitraria della libertà, tortura ripetuta, sparizione forzata, omicidio aggravato, associazione illecita e genocidio. Poco prima, lui e Menéndez avevano nuovamente difeso la presunta legittimità della dittatura.